# 何世柱
何世柱，大紫荊勳賢，GBS，OBE，JP（1937年6月6日—），籍貫廣東省廣州，香港商界人士，是何耀光之子。

## 生平
何世柱畢業於嶺南小學及香港華仁書院（1956年中六，1949年至1956年，於同年英文中學會考中考獲中文科「良」等成績），1956年至1959年入讀香港工業專門學校，主修建築工程文憑。他是現任香港中華總商會永遠榮譽會長、福利集團有限公司董事兼總經理、建安保險有限公司董事總經理、破產欠薪保障基金委員會主席。曾先後出任香港中華總商會司庫、副主席、立法局議員、天天日報社長、臨時立法會議員、立法會議員、全國政協委員、勞工顧問委員會委員(僱主代表)、香港房屋委員會委員、香港廣悅堂名譽會長。
何世柱於1964年出任东华三院董事长。另外，他亦曾是南华体育会副主席以及香港足球协会副会长。

## 榮譽
- 太平紳士（1969年）[9]
- 銀紫荊星章（1999年）
- 金紫荊星章（2007年）
- 大紫荊勳章（2015年）
- 廣州市榮譽市民

## 何世柱家族
- 何世柱是何耀光的長子
- 何耀全

## 名下馬匹
何世柱是香港賽馬會會員，名下馬匹以「天天」命名，包括「天天更好」、「天天精神」、「天天歡喜」、「天天欣喜」、「天天驚喜」等賽駒。除此之外，他還與胡國祥、胡子岐父子合夥擁有「水源充足」、「海天一色」、「揚名天下」。此外，他亦是「堅離地」、「百發百中」的馬主團體成員。

### 引用
1. ↑  盧子健、何安達. . 天地圖書. 1994: 65.
2. 1 2 3 4  Kevin Sinclair (编).  4. Who's Who in Hong Kong Ltd.、Asianet Information Services Ltd. 1988: 160.
3. ↑  . 香港工商日報. 1956-10-31: 7  [2022-05-02]. （原始内容存档于2022-11-03）.
4. ↑  . 香港工商日報. 1956-07-24: 6  [2023-08-13]. （原始内容存档于2023-08-13）.
5. ↑  .   [2010-05-05]. （原始内容存档于2015-04-02）.
6. ↑  .   [2010-05-05]. （原始内容存档于2012-11-16）.
7. ↑  .   [2017-05-11]. （原始内容存档于2017-05-12）.
8. ↑  http://www.guqiaow.com/simple/?t93983_41.html%5B%5D
9. ↑  . 華僑日報. 1969-03-01: 11  [2023-11-10].